# فريدريكتون جانكشن (نيو برونزويك)
فريدريكتون جانكشن (بالإنجليزية: Fredericton Junction, New Brunswick)‏ هي قرية تقع في كندا في نيو برونزويك. يقدر عدد سكانها بـ 752 نسمة ومساحتها 12.29 كم2 .

## أعلام
- فلويد ماكدونالد